# La Magdeleine
Pour l’article homonyme, voir La Magdeleine (Italie).
La Magdeleine est une commune du Sud-Ouest de la France située dans le département de la Charente, en région Nouvelle-Aquitaine.
Ses habitants sont les Magdéléniens et les Magdéléniennes.

## Géographie

### Localisation et accès
La Magdeleine est une petite commune du Nord Charente située à 5 km au nord de Villefagnan et à 45 km au nord d'Angoulême, non loin du département des Deux-Sèvres.
Il n'y a pas de véritable bourg, et la mairie est isolée au centre de la commune. Celle-ci se trouve aussi à 10 km à l'ouest de Ruffec, 10 km au sud de Sauzé-Vaussais, 13 km au sud-est de Chef-Boutonne, 51 km de Niort et 63 km de Poitiers.
À l'écart des grands axes routiers, la commune se trouve entre la route de Villefagnan à Chef-Boutonne, la D 740, à l'ouest, et celle de Villefagnan à Sauzé-Vaussais, la D 19, à l'est. La D 181 et la D 303, de moindres importances, traversent aussi la commune.
La gare la plus proche est celle de Ruffec, desservie par des TER et TGV à destination d'Angoulême, Poitiers, Paris et Bordeaux.

### Hameaux et lieux-dits
Le bourg de La Magdeleine est minuscule : la mairie et l'église sont situées au carrefour de la D 181 et de la D 303, au centre de la commune. Celle-ci comporte plusieurs hameaux : le Mas, son centre de population le plus important, et la Billaudrie au sud, la Bouzatière, Ferret, la Vallée et la Meunière au nord-est.

### Communes limitrophes
|                          | La Forêt-de-Tessé | Montjean         |
| Theil-Rabier             | La Magdeleine     | Villiers-le-Roux |
| Paizay-Naudouin-Embourie | Empuré            | Villefagnan      |

### Géologie et relief
Géologiquement, la commune est dans le calcaire du Jurassique du Bassin aquitain, comme tout le Nord-Charente. Plus particulièrement, le Callovien et l'Oxfordien occupent la surface communale. On trouve des altérites sous forme d'argile rouge à silex au nord-est,,.
Le relief de la commune est celui d'un plateau assez uniforme. Le point culminant est à une altitude de 159 m, situé au bois de la Magdeleine à l'ouest. Le point le plus bas est à 128 m, situé sur la limite orientale au sud de Ferret.

### Hydrographie

#### Réseau hydrographique

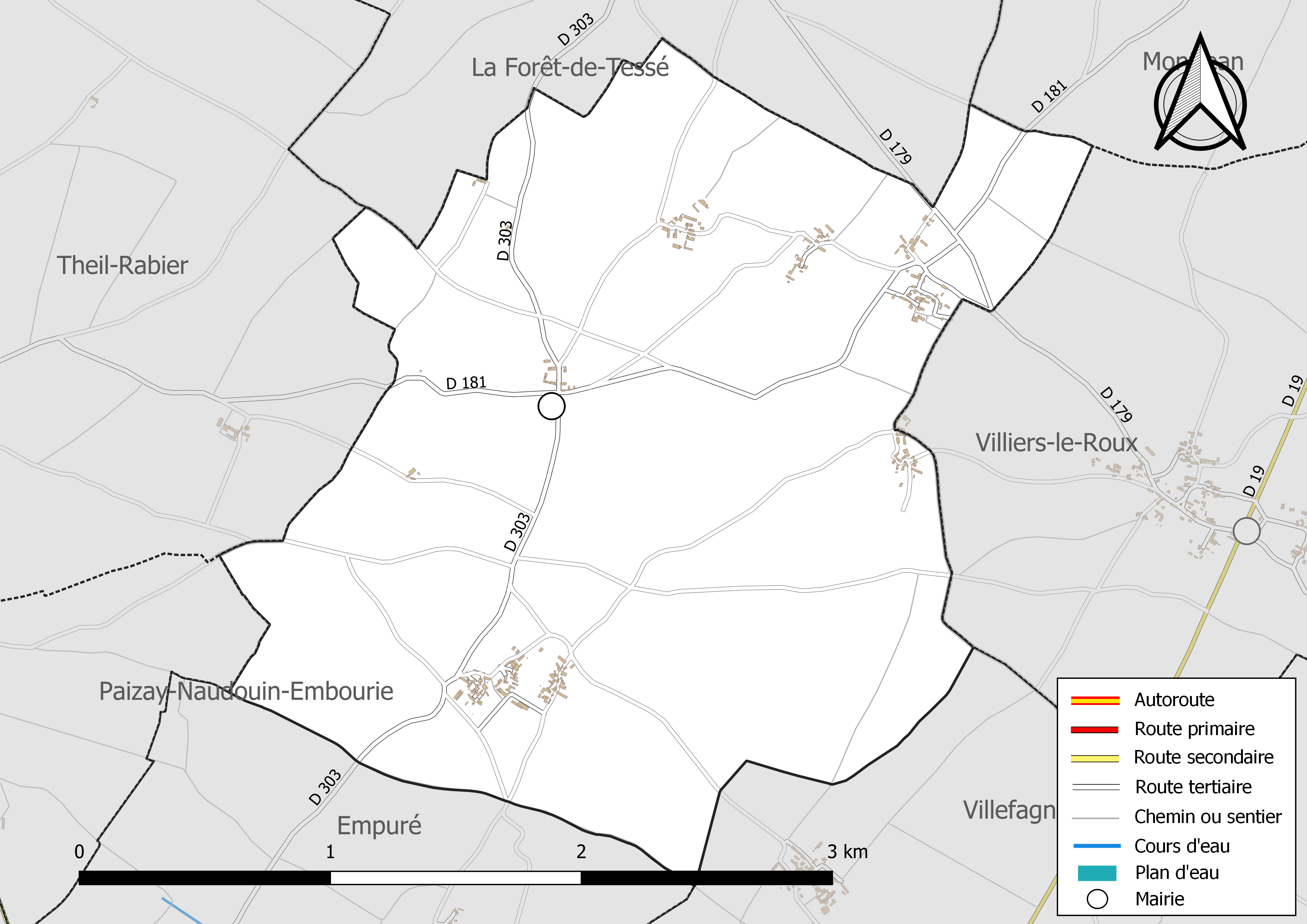
Réseaux hydrographique et routier de la Magdeleine.

La commune est située dans le bassin versant de la Charente au sein  du Bassin Adour-Garonne. Aucun cours d'eau permanent n'est répertorié sur la commune, du fait d'un terrain karstique,.

### Climat
Comme dans les trois quarts sud et ouest du département, le climat est océanique aquitain, légèrement dégradé au nord du département aux abords du seuil du Poitou.

## Urbanisme

### Typologie
Au 1er janvier 2024, La Magdeleine est catégorisée commune rurale à habitat très dispersé, selon la nouvelle grille communale de densité à 7 niveaux définie par l'Insee en 2022.
Elle est située hors unité urbaine. Par ailleurs la commune fait partie de l'aire d'attraction de Ruffec, dont elle est une commune de la couronne,. Cette aire, qui regroupe 30 communes, est catégorisée dans les aires de moins de 50 000 habitants,.

### Occupation des sols
L'occupation des sols de la commune, telle qu'elle ressort de la base de données européenne d’occupation biophysique des sols Corine Land Cover (CLC), est marquée par l'importance des territoires agricoles (100 % en 2018), une proportion identique à celle de 1990 (100 %). La répartition détaillée en 2018 est la suivante : 
terres arables (96,3 %), zones agricoles hétérogènes (3,7 %). L'évolution de l’occupation des sols de la commune et de ses infrastructures peut être observée sur les différentes représentations cartographiques du territoire : la carte de Cassini (XVIIIe siècle), la carte d'état-major (1820-1866) et les cartes ou photos aériennes de l'IGN pour la période actuelle (1950 à aujourd'hui).

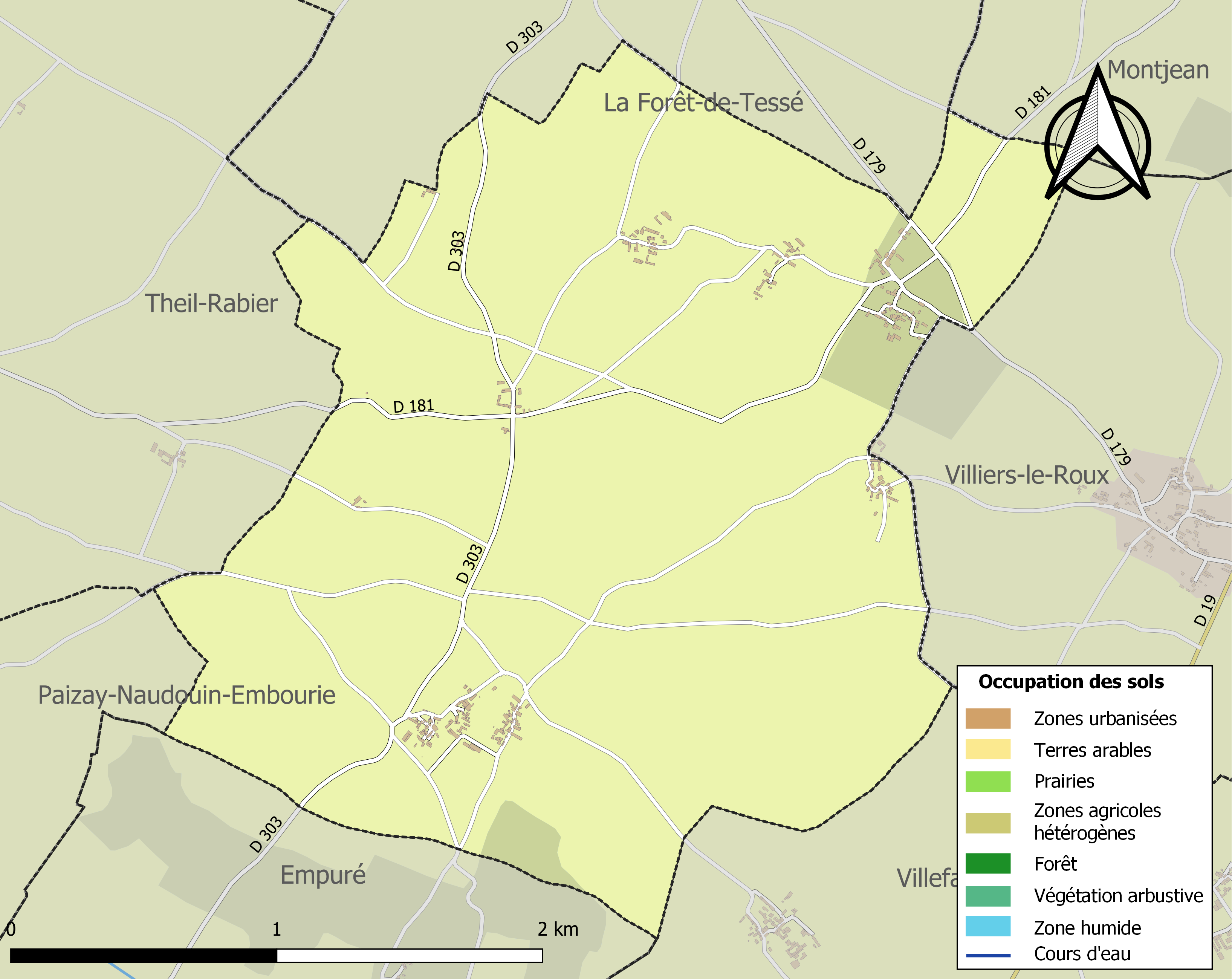
Carte des infrastructures et de l'occupation des sols de la commune en 2018 (CLC).

### Risques majeurs
Le territoire de la commune de La Magdeleine est vulnérable à différents aléas naturels : météorologiques (tempête, orage, neige, grand froid, canicule ou sécheresse) et séisme (sismicité modérée). Un site publié par le BRGM permet d'évaluer simplement et rapidement les risques d'un bien localisé soit par son adresse soit par le numéro de sa parcelle.

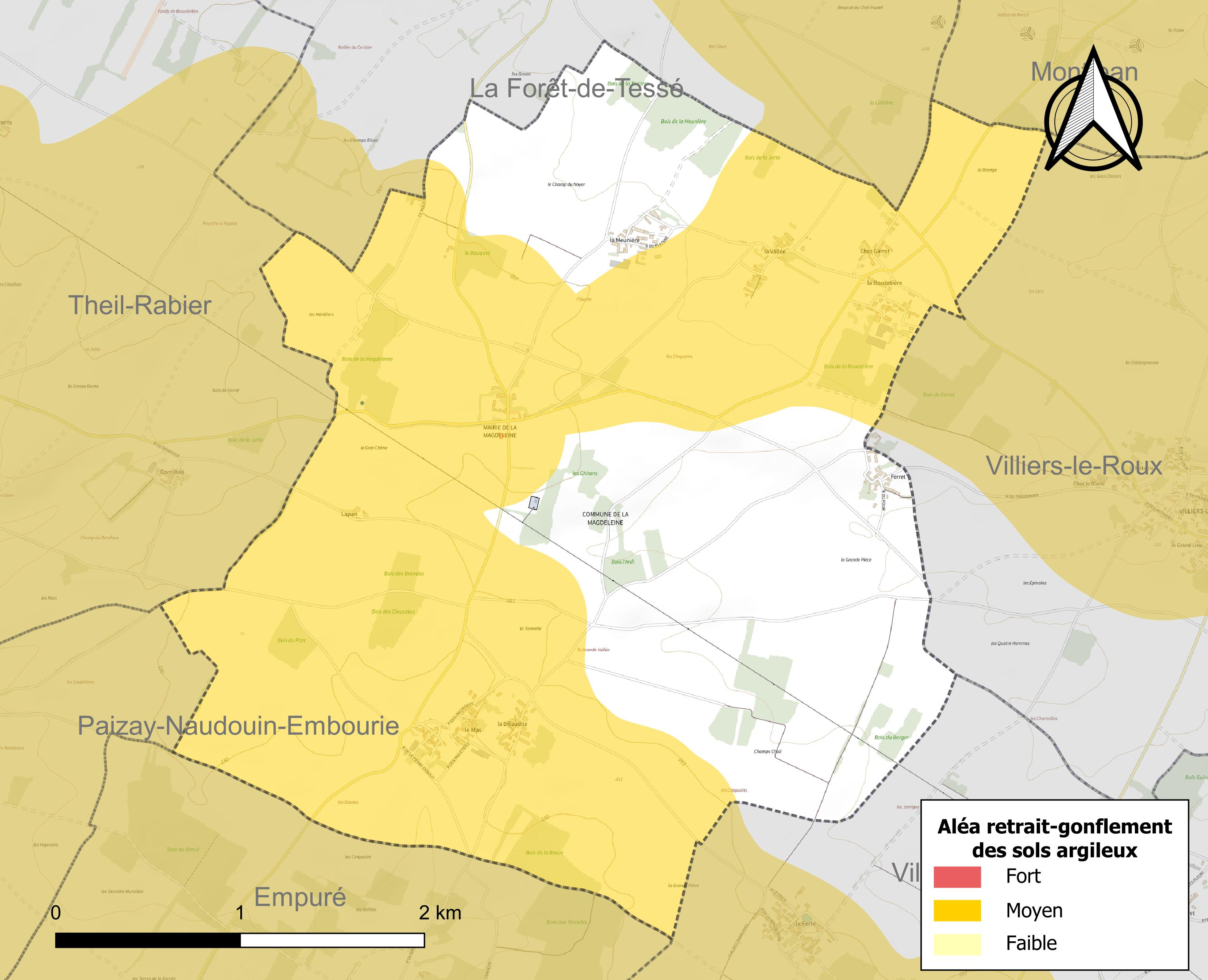
Carte des zones d'aléa retrait-gonflement des sols argileux de La Magdeleine.

Le retrait-gonflement des sols argileux est susceptible d'engendrer des dommages importants aux bâtiments en cas d’alternance de périodes de sécheresse et de pluie. 64,9 % de la superficie communale est en aléa moyen ou fort (67,4 % au niveau départemental et 48,5 % au niveau national). Sur les 82 bâtiments dénombrés sur la commune en 2019, 62 sont en aléa moyen ou fort, soit 76 %, à comparer aux 81 % au niveau départemental et 54 % au niveau national. Une cartographie de l'exposition du territoire national au retrait gonflement des sols argileux est disponible sur le site du BRGM,.
Par ailleurs, afin de mieux appréhender le risque d’affaissement de terrain, l'inventaire national des cavités souterraines permet de localiser celles situées sur la commune.
La commune a été reconnue en état de catastrophe naturelle au titre des dommages causés par les inondations et coulées de boue survenues en 1982 et 1999. Concernant les mouvements de terrains, la commune a été reconnue en état de catastrophe naturelle au titre des dommages causés par des mouvements de terrain en 1999.

## Toponymie
Le nom de la commune est attesté sous la forme Sancta Magdalena de Belveario en 1280.
Son nom ancien signifie « La Magdeleine de Bellevue ». Magdalena est le surnom de l'une des trois Marie de l'Évangile. La Magdelaine est vraisemblablement un village qui s'est développé autour d'une chapelle consacrée à cette sainte, et dont le culte s'est répandu en France à partir du XIIe siècle.
Créée La Magdelaine en 1793 elle est devenue La Madelaine en 1801, puis La Magdeleine.

## Histoire
Avant la crise du phylloxéra au XIXe siècle, la commune produisait de bon vins. Au début du siècle suivant elle s'était spécialisée dans l'élevage du bétail.
Pendant la première moitié du XXe siècle, la commune était desservie par la ligne de Ruffec à Niort, et la gare était à Villefagnan.

## Administration
| Période                                  | Période  | Identité           | Étiquette | Qualité           |
| ---------------------------------------- | -------- | ------------------ | --------- | ----------------- |
| Les données manquantes sont à compléter. |          |                    |           |                   |
| 1995                                     | 2014     | Claude Pérot       | SE        | Retraité agricole |
| 2014                                     | En cours | Monique Lericolais |           |                   |

## Démographie

### Évolution démographique
L'évolution du nombre d'habitants est connue à travers les recensements de la population effectués dans la commune depuis 1793. Pour les communes de moins de 10 000 habitants, une enquête de recensement portant sur toute la population est réalisée tous les cinq ans, les populations de référence des années intermédiaires étant quant à elles estimées par interpolation ou extrapolation. Pour la commune, le premier recensement exhaustif entrant dans le cadre du nouveau dispositif a été réalisé en 2007.

En 2022, la commune comptait 117 habitants, en évolution de −3,31 % par rapport à 2016 (Charente : −0,48 %, France hors Mayotte : +2,11 %).
| 1793 | 1800 | 1806 | 1821 | 1831 | 1841 | 1846 | 1851 | 1856 |
| ---- | ---- | ---- | ---- | ---- | ---- | ---- | ---- | ---- |
| 381  | 416  | 509  | 450  | 450  | 402  | 457  | 446  | 454  |

| 1861 | 1866 | 1872 | 1876 | 1881 | 1886 | 1891 | 1896 | 1901 |
| ---- | ---- | ---- | ---- | ---- | ---- | ---- | ---- | ---- |
| 418  | 439  | 393  | 379  | 381  | 383  | 363  | 326  | 316  |

| 1906 | 1911 | 1921 | 1926 | 1931 | 1936 | 1946 | 1954 | 1962 |
| ---- | ---- | ---- | ---- | ---- | ---- | ---- | ---- | ---- |
| 298  | 285  | 252  | 245  | 247  | 216  | 214  | 221  | 192  |

| 1968 | 1975 | 1982 | 1990 | 1999 | 2006 | 2007 | 2012 | 2017 |
| ---- | ---- | ---- | ---- | ---- | ---- | ---- | ---- | ---- |
| 153  | 135  | 129  | 125  | 119  | 119  | 119  | 134  | 114  |

| 2022 | - | - | - | - | - | - | - | - |
| ---- | - | - | - | - | - | - | - | - |
| 117  | - | - | - | - | - | - | - | - |

### Pyramide des âges
La population de la commune est relativement âgée.
En 2018, le taux de personnes d'un âge inférieur à 30 ans s'élève à 23,7 %, soit en dessous de la moyenne départementale (30,2 %). À l'inverse, le taux de personnes d'âge supérieur à 60 ans est de 42,1 % la même année, alors qu'il est de 32,3 % au niveau départemental.
En 2018, la commune comptait 54 hommes pour 58 femmes, soit un taux de 51,79 % de femmes, légèrement supérieur au taux départemental (51,59 %).
Les pyramides des âges de la commune et du département s'établissent comme suit.
| Hommes | Classe d’âge | Femmes |
| ------ | ------------ | ------ |
| 0,0    | 90 ou +      | 1,7    |
| 16,4   | 75-89 ans    | 18,6   |
| 21,8   | 60-74 ans    | 25,4   |
| 23,6   | 45-59 ans    | 18,6   |
| 10,9   | 30-44 ans    | 15,3   |
| 14,5   | 15-29 ans    | 6,8    |
| 12,7   | 0-14 ans     | 13,6   |

| Hommes | Classe d’âge | Femmes |
| ------ | ------------ | ------ |
| 1      | 90 ou +      | 2,7    |
| 9,2    | 75-89 ans    | 12     |
| 20,6   | 60-74 ans    | 21,3   |
| 20,7   | 45-59 ans    | 20,3   |
| 16,8   | 30-44 ans    | 16     |
| 15,6   | 15-29 ans    | 13,4   |
| 16,1   | 0-14 ans     | 14,3   |

### Remarques
La Magdeleine a commencé sa lente baisse démographique dans la seconde partie du XIXe siècle et s'est stabilisée aux alentours de 120 habitants depuis 1982.

## Lieux et monuments
L'église paroissiale Sainte-Madeleine, qui date de la fin du XIIe siècle, est classée monument historique depuis 1974.
À son pied, deux dalles funéraires sur l'une de laquelle sont gravées une épée et une lance sont inscrites monument historique au titre objet depuis 1995.

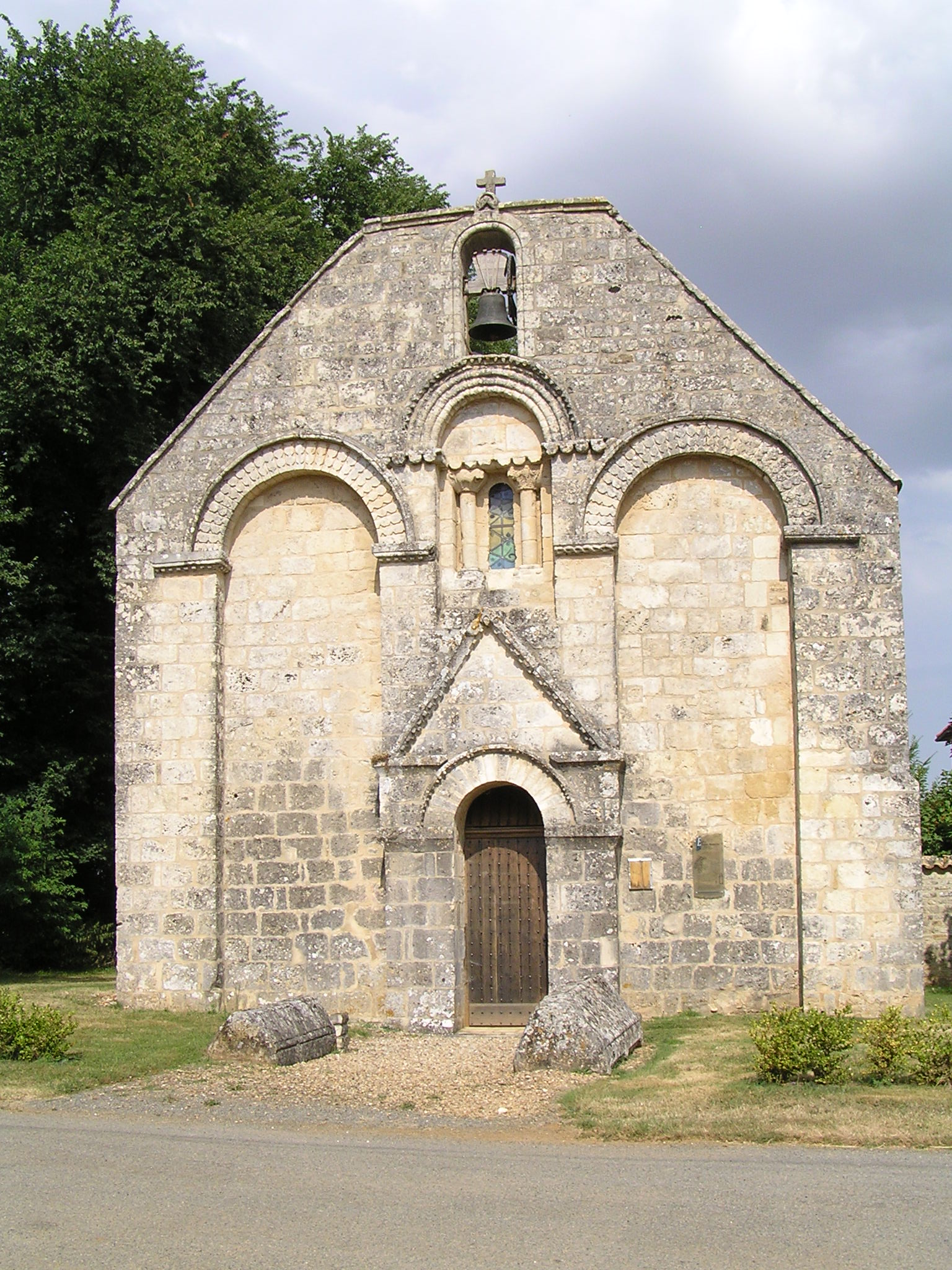
L'église.
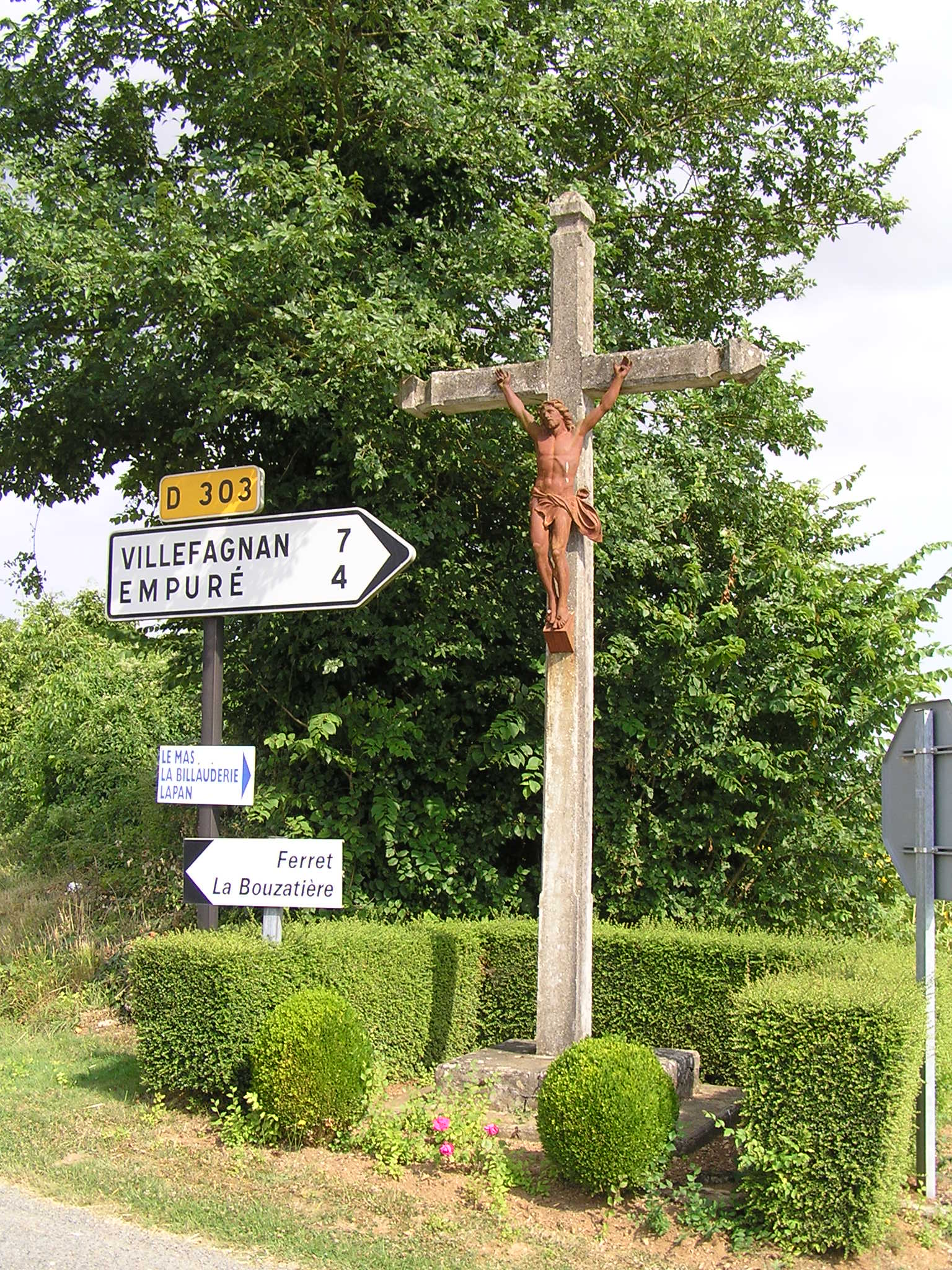
Croix.

## Personnalités liées à la commune
- Louis Fays (1870-1949), député de la Charente, conseiller général et maire de Ruffec, né et décédé dans la commune.